# Apterygon dumosum
Apterygon dumosum är en insektsart som beskrevs av Tandan 1972. Apterygon dumosum ingår i släktet Apterygon och familjen spolätare. Inga underarter finns listade i Catalogue of Life.